# Elachisinidae
Elachisinidae is een familie van weekdieren uit de klasse van de Gastropoda (slakken).

## Geslachten
- Dolicrossea Iredale, 1924
- Elachisina Dall, 1918
- Laeviphitus van Aartsen, Bogi & Giusti, 1989
- Pseudocirsope O. Boettger, 1907 †